# Вейтбрехт, Иосия
Иосия Вейтбрехт (6 ноября 1702, Шорндорф — 28 февраля 1747, Санкт-Петербург) — немецкий и впоследствии российский естествоиспытатель и физиолог. 

## Биография
Окончил Тюбингенский университет, по его окончании получив степень магистра философии; был учеником Бернулли.
В 1721 году переехал в Россию, изучал медицину, физиологию и анатомию, преподавал в академической гимназии и в 1725 году стал адъюнктом Российской Академии наук.
В январе 1730 года был назначен профессором физиологии и читал её по Бургаве. В 1735 году от Кенигсбергского университета за диссертацию «De ferbuli constitutione petschizante» (СПб., 1735) получил степень доктора. В Санкт-Петербурге Вейтбрехт занимался также медицинской практикой и изучением кровоснабжения костей и мышц.
В 1739 году опубликовал трактат О «нефти».
В 1742 году вышло первое в мире руководство по синдесмологии за его авторством, в котором он описал более 90 связок.
В 1743 году срок его контракта истёк, и он лишился своей должности, однако на протяжении трёх лет, до 1746 года, оставался своего рода «внештатным академиком». Благодаря вмешательству Алексея Григорьевича Разумовского был в январе 1747 года восстановлен в статусе и назначен профессором анатомии, однако спустя чуть более месяца после этого умер при невыясненных обстоятельствах.

## Память
В честь И. Вейбрехта названы:
- Вейтбрехта мембрана — покровная мембрана позвоночника в области шеи (membrana tectoria)
- Вейтбрехта отверстие — отверстие в капсуле плечевого сустава
- Вейтбрехта связки — межостистые связки позвонков (ligamenti interspinalia)
- Вейтбрехта связка
  - задняя менискобедренная связка (ligamentum meniscofemorale posterius)
  - нижняя связка латеральной лодыжки (ligamentum malleoli externi inferius)
- Вейтбрехта сухожильное утолщение — утолщение средней части передней атланто-затылочной перепонки.
- Вейтбрехта хорда — косая хорда от бугристости локтевой к бугристости лучевой кости (chorda obliqua)
- Вейтбрехта хрящ — суставной диск в акромиально-ключичном суставе.